# Ширі Бурштейн
Ширі Бурштейн (нар. 5 грудня 1974) — колишня ізраїльська тенісистка.
Найвищу одиночну позицію світового рейтингу — 336 місце досягла 24 липня 1995, парну — 186 місце — 17 лютого 1997 року.
Здобула 2 одиночні та 6 парних титулів.

## Фінали ITF
| Турніри $25,000 |
| Турніри $10,000 |

### Одиночний розряд: 5 (2–3)
| Результат | Ранг | Дата            | Турнір             | Покриття | Суперниця          | Рахунок          |
| --------- | ---- | --------------- | ------------------ | -------- | ------------------ | ---------------- |
| Поразка   | 1.   | 18 травня 1992  | Хайфа, Ізраїль     | Тверде   | Лімор Зальтц       | 2–6, 6–2, 5–7    |
| Поразка   | 2.   | 15 березня 1993 | Яффа, Ізраїль      | Тверде   | Ніно Луарсабішвілі | 1–6, 2–6         |
| Перемога  | 1.   | 22 серпня 1994  | Хайфа, Ізраїль     | Тверде   | Ніна Ніттінгер     | 7–6(0), 6–0      |
| Перемога  | 2.   | 9 січня 1995    | Мішен (Техас), США | Тверде   | Сара Прітчард      | 6–1, 6–7(5), 6–4 |
| Поразка   | 3.   | 29 травня 1995  | Яффа, Ізраїль      | Тверде   | Баркан Неллі       | 6–4, 3–6, 1–6    |

### Парний розряд: 11 (6–5)
| Результат | Ранг | Дата              | Турнір                          | Покриття | Партнерка   | Суперниці                              | Рахунок       |
| --------- | ---- | ----------------- | ------------------------------- | -------- | ----------- | -------------------------------------- | ------------- |
| Перемога  | 1.   | 22 серпня 1994    | Хайфа, Ізраїль                  | Тверде   | Гіла Розен  | Наталі Кахана Ципора Обзилер           | 6–0, 6–4      |
| Перемога  | 2.   | 29 серпня 1994    | Хайфа, Ізраїль                  | Тверде   | Гіла Розен  | Наталі Кахана Ципора Обзилер           | 7–5, 7–5      |
| Перемога  | 3.   | 17 жовтня 1994    | Лангенталь, Швейцарія           | Килим    | Гіла Розен  | Аманда Гопманс Генріетте ван Алдерен   | 7–5, 6–4      |
| Поразка   | 1.   | 13 листопада 1994 | Каїр, Єгипет                    | Ґрунт    | Гіла Розен  | Їндра Ґабрішова Домініка Горецька      | 1–6, 6–3, 1–6 |
| Поразка   | 2.   | 9 січня 1995      | Мішен (Техас), США              | Тверде   | Гіла Розен  | Кім Грант Клер Сешшинс Бейлі           | 6–7(6), 2–6   |
| Перемога  | 4.   | 16 січня 1995     | Сан-Антоніо, США                | Тверде   | Гіла Розен  | Кім Грант Клер Сешшинс Бейлі           | 6–2, 6–3      |
| Поразка   | 3.   | 4 березня 1996    | Хайфа, Ізраїль                  | Тверде   | Гіла Розен  | Жулі Пуллен Кейт Ворн-Голланд          | 2–6, 4–6      |
| Перемога  | 5.   | 17 березня 1996   | Тель-Авів, Ізраїль              | Тверде   | Гіла Розен  | Лімор Габай Ципора Обзилер             | 6–3, 7–6      |
| Перемога  | 6.   | 28 липня 1996     | Вальядолід, Іспанія             | Тверде   | Лімор Габай | Мілена Неквапілова Моніка Машталіржова | 6–2, 6–4      |
| Поразка   | 4.   | 24 листопада 1996 | Ісмаїлія, Єгипет                | Ґрунт    | Деббі Гак   | Теодора Недева Катарина Среботнік      | 4–6, 4–6      |
| Поразка   | 5.   | 4 травня 1997     | Олівейра-де-Аземейш, Португалія | Ґрунт    | Лімор Габай | Паула Ерміда Анета Сукап               | 0–6, 4–6      |